# Dịch Thành, Tảo Trang
Dịch Thành (tiếng Trung: 峄城区, Hán Việt: Dịch Thành khu) là một quận của địa cấp thị Tảo Trang, tỉnh Sơn Đông, Cộng hòa Nhân dân Trung Hoa. Quận này có diện tích 627,6 km2, dân số năm 2001 là 360.000 người. Quận Dịch Thành có 2 nhai đạo, 3 trấn và 2 hương.